# Jeff Cassar
Jeff Cassar est un joueur puis entraîneur de soccer américain né le 2 février 1974 à Livonia dans le Michigan. Il évolue au poste de gardien de but dans les années 1990 et 2000, avant d'exercer comme entraîneur à partir de 2014.

## Biographie

### Carrière d'entraîneur
Le 18 décembre 2013, Cassar est nommé entraîneur-chef du Real Salt Lake, afin de succéder à Jason Kreis. Après un mauvais début de saison en 2017, il est écarté de son poste d'entraîneur le 20 mars 2017.